# Shōzō Makino
Shōzō Makino (マキノ 省三, Makino Shōzō), né le 22 septembre 1878 à Yamaguni (ja) (préfecture de Kyoto) et mort le 25 juillet 1929, est un réalisateur et producteur de cinéma japonais, l'un des pionniers dans son pays, surnommé le « Père du cinéma japonais ». 

## Biographie
Makino est né à Yamaguni (ja), dans le district de Kitakuwada (maintenant Keihoku, secteur de l'arrondissement d'Ukyō-ku de Kyoto) le 22 septembre 1878. Il grandit à Kyoto où sa mère gérait un théâtre. Il débute dans le milieu du cinéma à la demande du producteur Einosuke Yokota (ja)  de la Yokota Shōkai qui lui fait tourner des jidai-geki (films d'époque) dès 1907. Shōzō découvre l'acteur Matsunosuke Onoe, alors acteur d'une troupe itinérante de kabuki. Il le recrute aussitôt et en fait la première star du cinéma japonais. Ils tourneront ainsi plus de 60 films ensemble dans les années 1910, surtout des courts-métrages.
En 1928, il réalise l'épopée Jitsuroku Chūshingura (Véritable histoire des quarante-sept rōnin). Il meurt le 25 juillet 1929.

## La famille Makino
Shōzō Makino est le patriarche de l'une des plus illustres familles dans l'histoire du divertissement au Japon. Deux de ses fils, Sadatsugu Matsuda (1906-2003) et Masahiro Makino (1908-1993), furent également de célèbres réalisateurs. Un autre fils, Mitsuo Makino, fut un important producteur, et un dernier, Shinzō Makino, s'essaya aussi à la mise en scène (son épouse était l'actrice Chikako Miyagi). Masahiro épousa l'actrice Yukiko Todoroki et leur fils, Masayuki Makino, est à la tête de l'école d'acteurs d'Okinawa. La fille de Shōzō, Tomoko Makino, s'est mariée avec l'acteur Kunitarō Sawamura, avec lequel elle eut deux enfants : Masahiko Tsugawa et Hiroyuki Nagato, devenus également acteurs et qui épousèrent respectivement les actrices Yukiji Asaoka et Yōko Minamida. Le frère et la sœur de Kunitarō sont les acteurs Daisuke Katō et Sadako Sawamura.

## Filmographie partielle
- 1914 : Kochiyama soshun (河内山宗俊?)
- 1921 : Jiraiya le ninja (豪傑児雷也, Gōketsu Jiraiya?)
- 1921 : Jitsuroku Chūshingura (実録忠臣蔵?)
- 1922 : Jitsuroku Chūshingura (実録忠臣蔵?)
- 1923 : La Cagoule rouge : maître d'estampes (紫頭巾浮世絵師, Murasaki zukin ukiyo eshi?)
- 1925 : Kunisada Chūji (国定忠次?)
- 1926 : Shura hakkō: Daiichihen (修羅八荒 第一篇?)
- 1926 : Shura hakkō: Dainihen (修羅八荒 第二篇?)
- 1926 : Shura hakkō: Daisanhen (修羅八荒 第三篇?)
- 1926 : Tenichibo et la secte Iga (天一坊と伊賀亮, Ten'ichibō to Iganosuke?) coréalisé avec Teinosuke Kinugasa
- 1927 : Kurama Tengu ibun: Kakubei jishi (鞍馬天狗異聞 角兵衛獅子?)
- 1928 : 47 rōnin (忠魂義烈 実録忠臣蔵, Chūkon giretsu: Jitsuroku Chūshingura?)
- 1928 : Raiden (雷電?)[1] coréalisé avec Sadatsugu Matsuda